# Paul Due

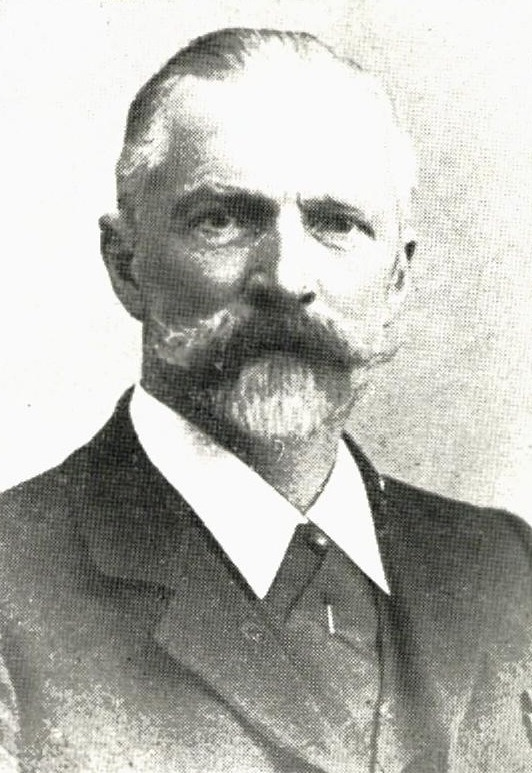
Paul Due.

Paul Due, född 13 augusti 1835 i Kristiansand, död 26 februari 1919, var en norsk arkitekt. Han var brorson till Frederik Due.
Due studerade vid tekniska högskolan i Hannover 1852–1856, varefter han 1856–1865 och 1868–1870 praktiserade som arkitekt i USA, däremellan arbetade han i Drammen. Från 1870 verkade han som arkitekt i Kristiania (nuvarande Oslo), där han ritade en rad större byggnadsverk, således bostadskomplexen vid Sehesteds plads, "det engelska villakvarteret", Athenæum, Steen & Strøms varuhus. Utanför Kristiania uppförde han bland annat flera kyrkor. 
År 1874 erhöll Due tillsammans med ingenjör Jens P. Vogt koncession på anläggningen av Kristianias första spårväg (för hästar). Han var flera gånger ordförande i juryer vid tävlingar om arbeten på Nidarosdomens restaurering. Han var en av stiftarna av Den norske Ingeniør- og Arkitektforening och dess hedersledamot. Han var ledamot av olika offentliga kommissioner och satt en del år i Kristiania bystyre.

## Galleri

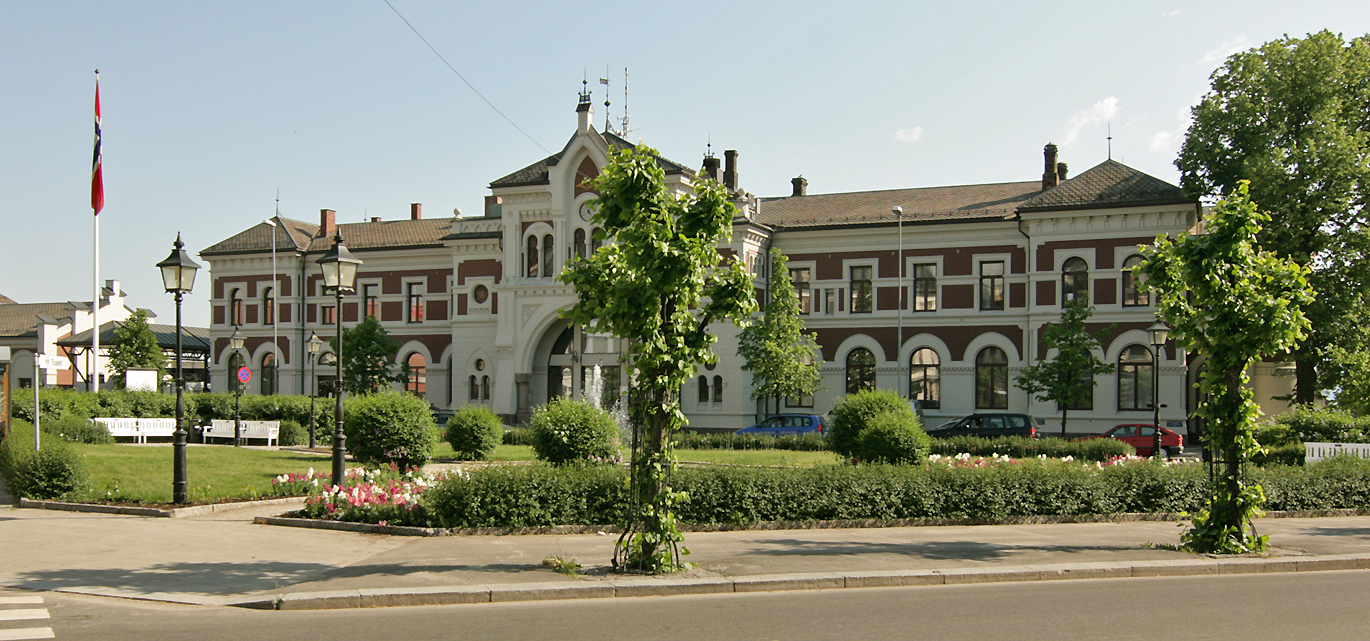
Hamar stasjon (1896), ett av Dues mest kända verk.
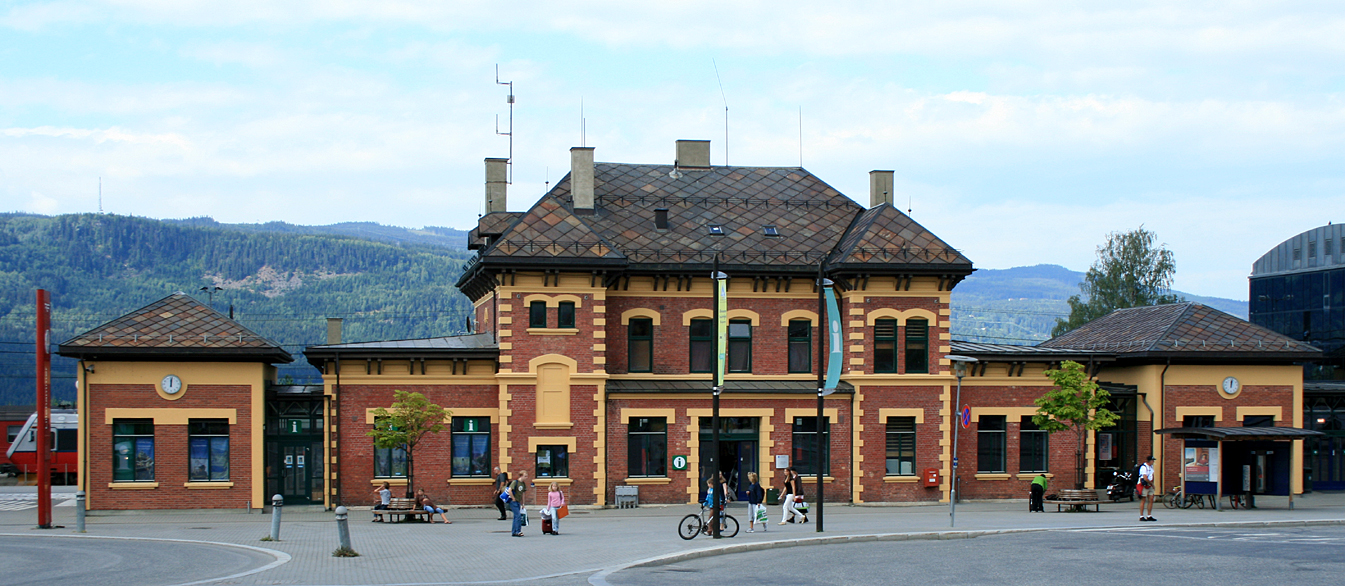
Lillehammer stasjon
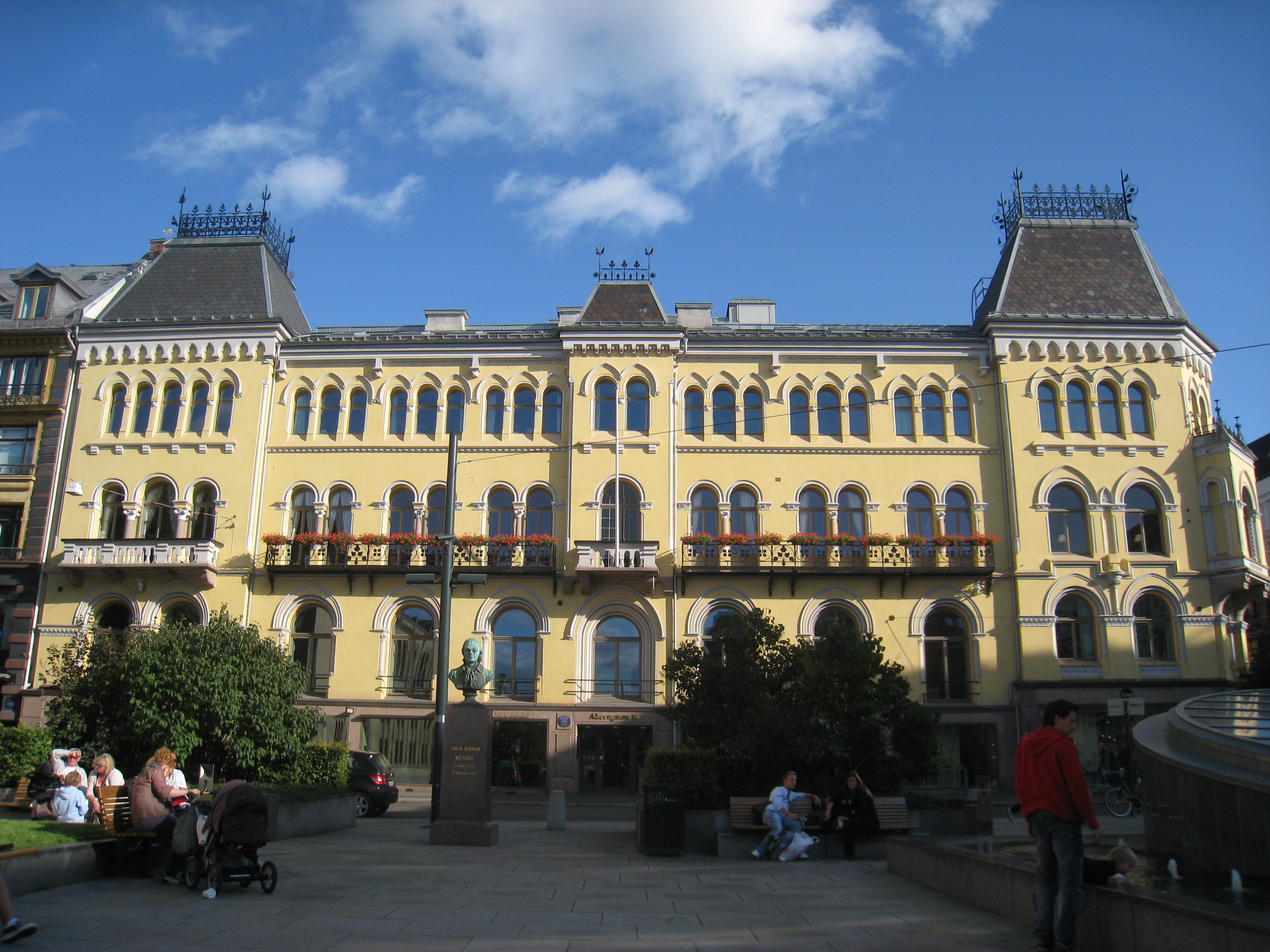
Athenaeum, Oslo
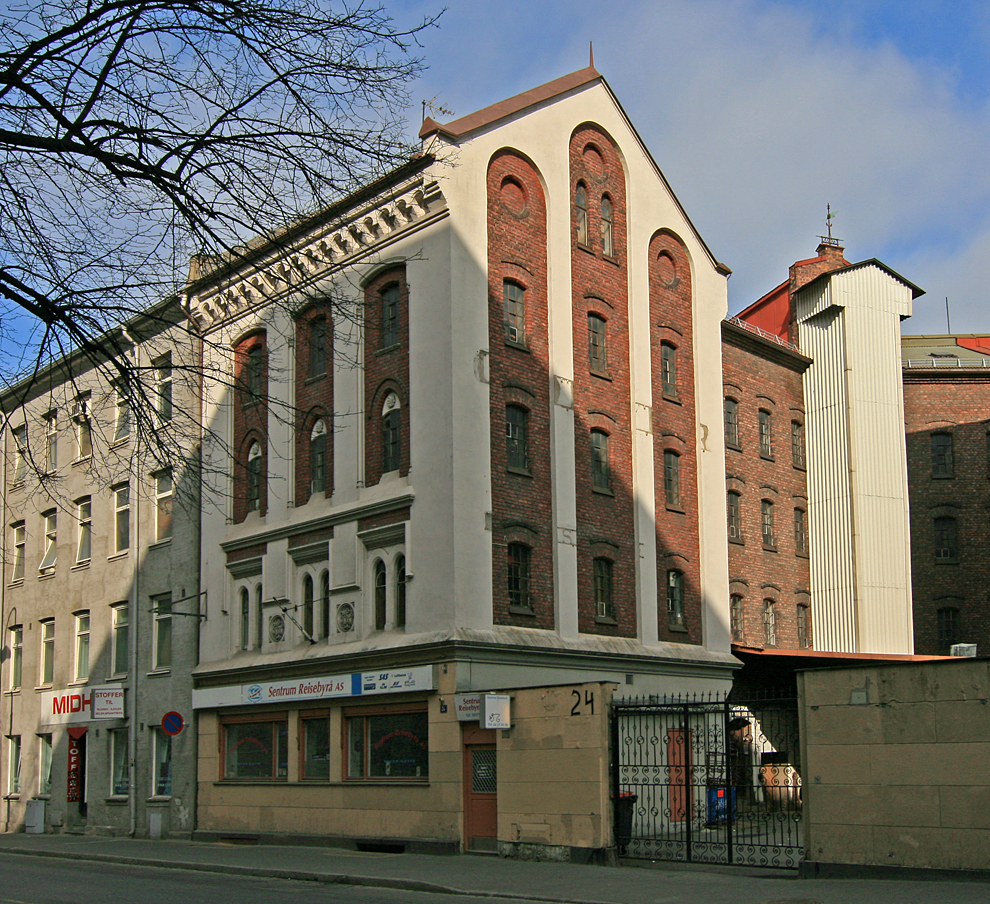
Stenersgata 24, Oslo
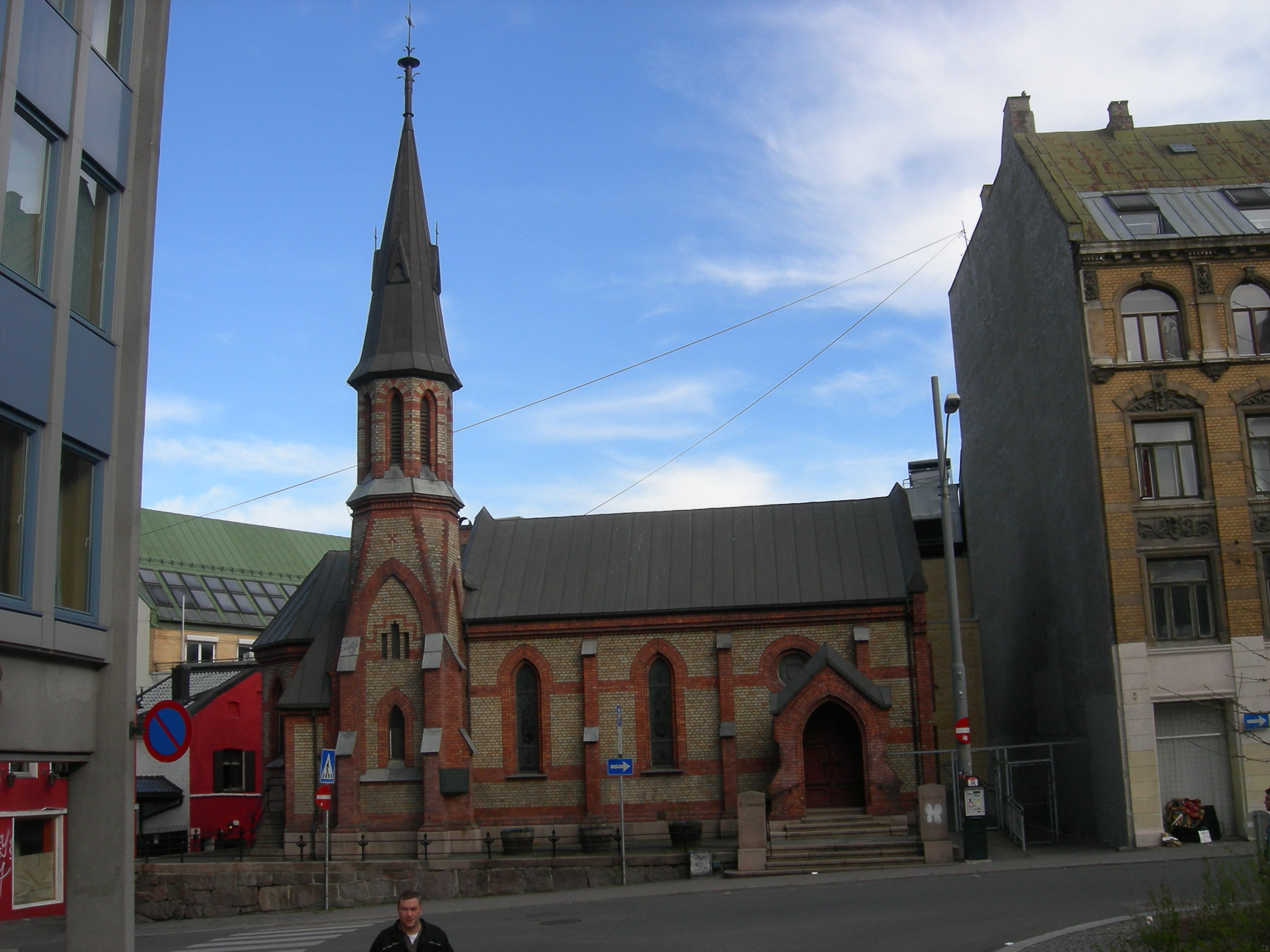
St. Edmunds kirke, Oslo